# Iglesia de Santa María la Nueva (Escarabajosa de Cuéllar)
La iglesia de Santa María la Nueva es un edificio de culto católico ubicado en el término municipal de la villa de Cuéllar, dentro de los límites de la localidad de Escarabajosa de Cuéllar, en la provincia de Segovia, comunidad autónoma de Castilla y León.
Está situada en el interior de la localidad, y su fábrica corresponde al siglo XVI. Consta de una sola nave con cubierta a dos aguas, su ábside es poligonal en la cabecera, y está cubierto por un artesonado mudéjar. La torre o espadaña se ubica a los pies del templo, mientras que la sacristía aparece adosada al ábside. Dispone de coro, de factura moderna.
El retablo del altar mayor es de estilo renacentista, y está dedicado a la Virgen María en su título de Nueva. Además, el templo alberga en su interior una imagen de la Virgen del Rosario atribuida al escultor Pedro de Bolduque, así como variedad de piezas de plata, destacando una custodia de sol, realizada en el siglo XVII, y una cruz procesional, del siglo XVIII.